# Березники (Воткінський район)
Березники́ (Березняки, рос. Березники) — присілок у Воткінському районі Удмуртії, Росія.
Населення становить 11 осіб (2010, 5 у 2002).
Національний склад (2002):
- росіяни — 100 %

Урбаноніми:
- вулиці — Джерельна, Заводська, Крайня, Польова, Тиха